# Imre Reiner
Imre Reiner (* 18. August 1900 in Versec, Königreich Ungarn; † 22. August 1987 in Lugano, Schweiz) war ein ungarisch-schweizerischer Maler, Grafiker, Buchgestalter und bedeutender Schriftgestalter.

## Leben
Imre Reiner besuchte zunächst die Staatliche Bildhauerschule in Zalatna und die Kunstgewerbeschule in Frankfurt am Main. Ab 1921 studierte er bei Friedrich Hermann Ernst Schneidler an der Kunstgewerbeschule in Stuttgart. In Weimar begegnete er mehrfach Paul Klee. Von 1923 bis 1927 arbeitete er als Grafiker in London, New York, Chicago und Paris. Nach seiner Rückkehr nach Stuttgart studierte er weiter als Meisterschüler bei Friedrich Hermann Ernst Schneidler. Imre Reiner lebte ab 1930 in Paris, bereits ein Jahr später zog er nach Ruvigliana bei Lugano im Tessin und arbeitete fortan dort als Maler, Grafiker, Typograf und Illustrator. Ab 1941 übernahm er als Nachfolger von Jan Tschichold für drei Jahre die künstlerische Leitung des Schwabe Verlags in Basel. Er gestaltete die ab März 1942 erschienene hauseigene Zeitschrift Officina mit grosser künstlerischer Freiheit. Imre Reiner lebte bis zu seinem Tod in der Nähe von Lugano.

## Schriftentwürfe
- 1930 Meridian
- 1933 Gotika
- 1934 Corvinus, Corvinus Kursiv, Corvinus halbfett
- 1935 Corvinus Kursiv halbfett, Corvinus fett, Corvinus schmalfett
- 1938 Matura, Symphonie
- 1939 Floride
- 1951 Reiner Script
- 1952 Contact, Contact gras
- 1955 Reiner Black
- 1956 Mustang, Bazar
- 1957 London Script, Mercurius
- 1959 Pepita

## Bücher von Imre Reiner
- Typo-Graphik. Studien und Versuche. Zollikofer, St. Gallen 1944
- Das Buch der Werkzeichen. Zollikofer, St. Gallen 1945
- Holzschnitt-Holzstich. Ein Beitrag zur Kunstgeschichte. Zollikofer, St. Gallen 1947
- Monogramme. Zollikofer, St. Gallen 1947
- Schrift im Buch. Zollikofer, St. Gallen 1948
- Wunsch und Gestaltung. Zollikofer, St. Gallen 1949
- Typo-Graphik II. Studien und Versuche. Zollikofer, St. Gallen 1950
- Vom Rot und vom Schwarz. Schwabe-Verlag, Basel 1991, ISBN 3-7965-0931-2
- Garten im Herbst, zusammen mit Paul Appel, erschienen 1964, Ars librorum, Frankfurt a. M.

## Von Imre Reiner illustrierte Bücher (Auszug)

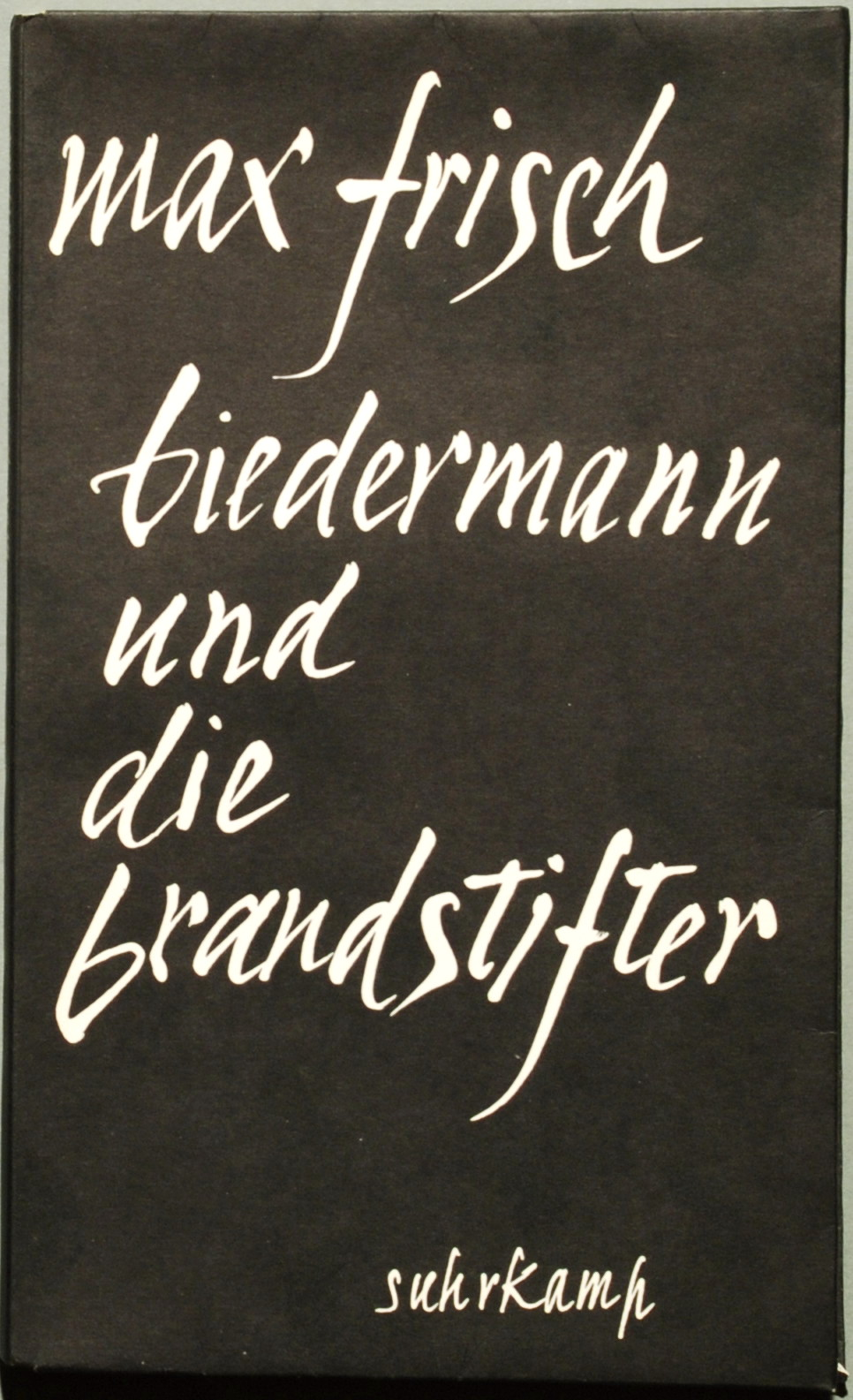
Titelseite von Biedermann und die Brandstifter, Gestaltung Imre Reiner (1958)

- Isaacs Segen über Jacob und Esau, erschienen 1921, Juniperus Presse, Stuttgart
- Maxim Gorki Geschichte eines Verbrechens, erschienen 1922, Juniperus Presse, Stuttgart
- Homer Ilias, erschienen 1923, Juniperus Presse, Stuttgart
- Ludwig van Beethoven Heiligenstädter Testament, erschienen 1931,
- Arthur Stevenson A Childs Garden, erschienen 1935, Reichner, Wien
- Novalis Hymnen an die Nacht, erschienen 1941, Privatdruck
- Don Quixotte, erschienen 1941, Holbein-Verlag, Basel
- Voltaire Princesse de Babylone, erschienen 1942, Belles Feuilles, Bern
- Johann Wolfgang von Goethe Novelle, erschienen 1943, Petri Presse, Basel (1961 in der Insel-Bücherei als Nr. 296 mit 8 Holzstichen)
- Hugo von Hofmannsthal Andreas oder Die Vereinigten, erschienen 1944,
- Heinrich Heine Florentinische Nächte, erschienen 1948, Amerbach, Basel
- Uwe Johnson  Mutmassungen über Jakob, erschienen 1959 (Umschlagsgestaltung)
- Rainer Maria Rilke Les Roses, erschienen 1959, Loewy, Paris
- Aristophanes Die Frösche, erschienen 1961, Trajanus-Presse, Frankfurt a. M.
- Ali Baba, erschienen 1961, Insel Verlag Wiesbaden (1990 in der Insel-Bücherei als Nr. 1112)
- Miguel de Cervantes Saavedra: Fräulein Cornelia. Insel-Verlag Leipzig 1962 (Insel-Bücherei Nr. 754)
- Gottfried Keller Der Grillenfang, erschienen 1962, Grillen Presse, Hamburg
- Adelbert von Chamisso Peter Schlemihl, erschienen 1964, Ars librorum, Frankfurt a. M.
- Miodrag Bulatovic Der rote Hahn fliegt himmelwärts, erschienen 1964, Hanser, München
- Aristophanes Die Vögel, erschienen 1965, Maximilians Gesellschaft, Hamburg
- Robert Waiser Die Ohrfeige, erschienen 1965, Schwabe, Basel
- Aristophanes Frieden, erschienen 1965, Privatdruck, Ruvigliana
- Eduard Mörike Lucie Gelmeroth, erschienen 1966, Ars librorum, Frankfurt a. M.
- Hesiod Werke und Tage, erschienen 1966, Hanser, München
- Georg Büchner Leonce und Lena, erschienen 1968, Ars librorum, Frankfurt a. M.
- John Donne Poems, erschienen 1968, Limited Edition Club, Cambridge
- Johann Wolfgang von Goethe Chinesisch-deutsche Jahreszeiten, erschienen 1969, Centro del bel libro, Ascona
- Gérard de Nerval Aurélia, erschienen 1970, Loewy, Paris
- Johann Wolfgang von Goethe Das Märchen, erschienen 1972, Petri Presse, Basel
- Heinrich von Kleist Sul Teatro di Marionette, erschienen 1980, Rovio
- Friedrich Hölderlin Mein Eigentum, erschienen 1985, Rovio

## Einzelausstellungen
- 1922 Galerie Schaller, Stuttgart
- 1925 Kunstkabinett Am Friedrichsplatz, Stuttgart
- 1926 Galerie Schames, Frankfurt a. M.
- 1927 Galerie Dr. Valentien, Stuttgart
- 1930 Galerie Zak, Paris
- 1931 Galerie A.L.P., Paris
- 1933 Galerie de l’Art Contemporain, Paris
- 1941 Buchantiquariat Art Ancien, Zürich
- 1945 Buchhandlung Waldmann, Zürich
- 1946 Galerie Wolfsberg, Zürich
- 1946 Gutekunst und Klipstein, Bern
- 1947 Buchhandlung Waldmann, Zürich
- 1948 Musee Royal des Beaux-Arts, Antwerpen
- 1949 Buchhandlung Waldmann, Zürich
- 1949 Print Club, Philadelphia
- 1950 Galerie A. Loewy, Paris
- 1951 Buchhandlung Waldmann, Zürich
- 1952 Galerie Dr. A. Hauswedell, Hamburg
- 1953 Museum am Ostwall, Dortmund
- 1954 Museu de Arte, São Paulo
- 1954 Buchhandlung Waldmann, Zürich
- 1955 Klingspor Museum, Offenbach a. M.
- 1955 Galerie Chichio Haller, Zürich
- 1956 Kunstsalon Wolfsberg, Zürich
- 1956 Apprentice House, Chicago
- 1956 Museum, Osnabrück
- 1958 Galerie Au Premier, Zürich
- 1958 Galerie Atelier, Zürich
- 1959 Kunstsalon Wolfsberg, Zürich
- 1961 Galerie im Ronca Haus, Luzern
- 1961 Kunstsalon Wolfsberg, Zürich
- 1962 Civic Center, San Francisco
- 1962 Galerie Läubli, Zürich
- 1966 Buchhandlung Saucke, Hamburg
- 1966 Galerie zum gelben Hahn, St. Gallen
- 1966 Galleria Europa, Lugano
- 1968 Galerie Schaller, Stuttgart
- 1969 Galleria Mosaico, Chiasso
- 1970 Square Gallery, Milano
- 1970 Galerie A. Loewy, Paris
- 1971 Galerie Art, Zürich
- 1971 Square Gallery, Milano
- 1972 Galerie ACB, Geneve
- 1973 Galleria Mosaico, Chiasso
- 1974 Stiftung Buchkunst, Deutsche Bibliothek, Frankfurt a. M.
- 1974 Villa Malpensata, Lugano
- 1976 Galleria Mosaico, Chiasso
- 1976 Biblioteca Cantonale, Lugano
- 1977 Zentralbibliothek, Zürich
- 1977 Galleria Mosaico, Chiasso
- 1977 Universitätsbibliothek, Basel
- 1977 Galerie Zum Specht, Basel
- 1978 Landesbibliothek, Bern
- 1978 Galerie 147, Basel
- 1978 Convento del Bigorio, Bigorio
- 1978 Literarische Agentur Linder, Zürich
- 1978 Banca Popolare Svizzera, Mendrisio
- 1980 Galleria l’Immagine, Mendrisio
- 1980 Biblioteca Cantonale, Lugano
- 1981 Galerie Am Züriberg, Zürich
- 1982 Galleria l’Immagine, Mendrisio
- 1983 Royal Institute of British Architects, London
- 1983 Fondazione Caccia-Rusca, Morcote
- 1985 Klingspor Museum, Offenbach a. M.
- 1985 Universitätsbibliothek, Basel
- 1985 Landesbibliothek, Bern
- 1985 Museo d’arte, Mendrisio
- 1987 Galerie Libertas, Dreieichenhain bei Frankfurt a. M.
- 1988 Biblioteca Salita dei Frati, Lugano
- 1989 Galleria Colomba, Lugano
- 1990 Galerie Scapa, Bern
- 2012  ETH Zürich – Graphische Sammlung
- 2013  "Labyrinths of Form" Museo d’arte, Mendrisio

## Kollektivausstellungen
- 1928 Galerie Reckendorfhaus, Berlin
- 1929 Galerie Borst, Stuttgart
- 1930 Städtische Gemälde-Galerie, Bochum
- 1937 Entartete Kunst (2.1), München, Hofgarten-Arkaden, (19. Juli – 30. November 1937)
- 1944 Galerie Beyeler, Basel
- 1949 Künstlerhaus Sonnhalde, Stuttgart
- 1952 Nationalmuseum, Stockholm
- 1953 Kunsthaus, Zürich
- 1955 Galerie Gerd Rosen, Berlin
- 1956 Städtisches Kulturhaus, Kassel
- 1964 Biennale Bianco e Nero, Lugano
- 1973 Stadt-Theater (OLMA '73), St. Gallen
- 1974 Villa Malpensata, Lugano «Pittura e Musica»
- 1986 Villa Malpensata, Lugano: «Arte Alpina»
- 1988 Galerie Liberias, Dreieichenhain bei Frankfurt a. M.
- 1989 Museo d’arte, Mendrisio: «Tre Xiloprafi»
- 2009  Klingspor-Museum, Offenbach: «Imre Reiner und Yu Mo Hung Umbach – gezeichnet, geschrieben»